# Pectocythere pakerae
Pectocythere pakerae is een mosselkreeftjessoort uit de familie van de Pectocytheridae. De wetenschappelijke naam van de soort is voor het eerst geldig gepubliceerd in 1974 door Swain & Gilby.